# Distrito de San Pedro de Huancayre

Provincia de Huarochirí en el Departamento de Lima, Perú

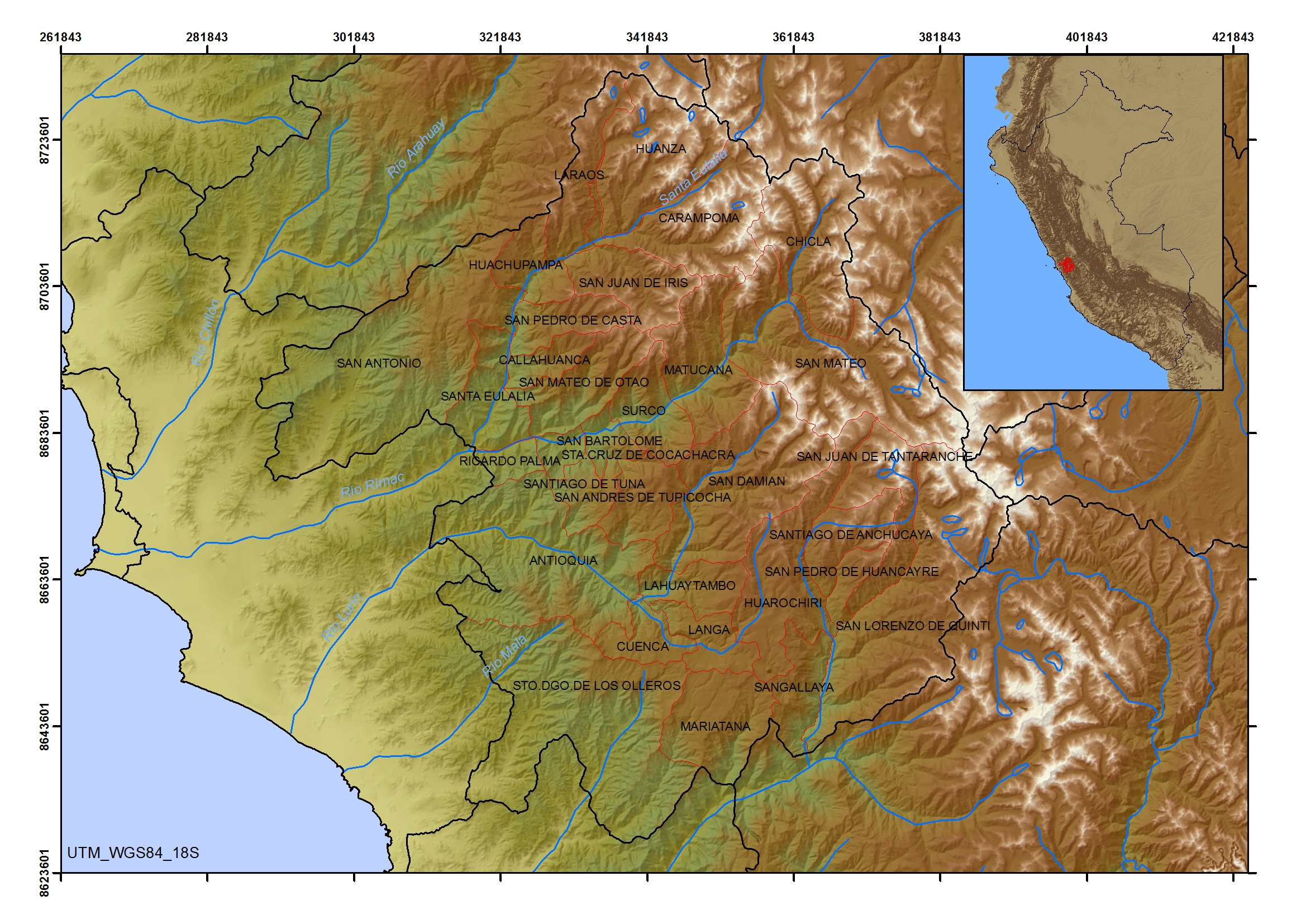
Distritos de la Provincia de Huarochirí

El Distrito de San Pedro de Huancayre es uno de los 32 distritos de la Provincia de Huarochirí en el Departamento de Lima, bajo la administración del Gobierno Regional de Lima-Provincias, Perú.
Dentro de la división eclesiástica de la Iglesia Católica del Perú, pertenece a la Prelatura de Yauyos

## Historia
El distrito fue creado mediante Ley N° 14076 del 15 de mayo de 1962, en el primer gobierno del Presidente Fernando Belaúnde Terry.

## Geografía
Abarca una superficie de 41,75 km² y su altitud alcanza los 3 135 m s. n. m. y se localiza al este del Distrito de Huarochirí.

## Autoridades

### Municipales
- 2015 - 2018[2]
  - Alcalde: Germán Tito Ramos Macavilca, Movimiento Patria Joven (PJ).
  - Regidores: Efraín Vales Astete (PJ), Liz Medaly Paico Asqueño (PJ), Yorbin Jesús Ynga Chuquimuni (PJ), María Antonieta Vales Aquino (PJ), Zonilda Vales Pomajulca (Unidad Cívica Lima),
- 2011 - 2014[3]
  - Alcalde:  Germán Tito Ramos Macavilca, Partido Aprista Peruano (PAP).
  - Regidores: Guido Ramón Sacsaquispe Regalado (PAP). Reynalda Dominga Ynga Chuquimuni (PAP). Luis Alberto Polo Ynga (PAP). Nestar María Morales Macavilca (PAP), Wenseslao Paico Morales (Padin - Movimiento Independiente Regional).
- 2007 - 2010[4]
  - Alcalde: Félix Macavilca Zacarías, Partido Siempre Unidos.
- 2003 - 2006
  - Alcalde: Nicolás Joaquín Moreno, Movimiento regional Opción Huarochirana.
- 1999 - 2002
  - Alcalde: Nicolás Joaquín Moreno, Movimiento Opción Huarochirana.
- 1996 - 1998
  - Alcalde: Nicolás Joaquín Moreno, Lista independiente N° 3 Opción Huarochirana.
- 1993 - 1995
  - Alcalde: Guillermo Inga Morales, Alianza Izquierda Unida.
- 1990 - 1992
  - Alcalde: Guillermo Inga Morales, Partido Aprista Peruano.
- 1987 - 1989
  - Alcalde: Lucio Neptalí Morales Vales, Partido Aprista Peruano.
- 1984 - 1986
  - Alcalde: Inocente Macavilca Vales, Alianza Izquierda Unida.
- 1981 - 1983
  - Alcalde: Teófilo Moreno Agustín, Partido Acción Popular.

### Policiales
- Comisaría de San Pedro de Huancayre
  - Comisario: Mayor PNP.[5]

### Religiosas
- Prelatura de Yauyos[6]
  - Obispo Prelado: Mons. Ricardo García García.
- Parroquia Nuestra Señora de la Asunción[7]
  - Párroco: Pbro. Artemio Quispe Huamán.
  - Vicario parroquial: Pbro. José Carpio Urquizo.

## Educación

### Instituciones educativas
- I.E.P.I N° 20600

## Festividades
- Febrero: Fiesta de los carnavales
- Marzo o abril: Semana Santa
- Mayo : 3 de Mayo Fiesta de las Cruces

Sacada de Agua
- Junio: San Pedro